# Gyermekség-evangélium
A gyermekségevangéliumok (vagy más néven csecsemőevangéliumok) a 2. században keletkezett, nem kanonizált újszövetségi írások, amelyek Jézus születését és gyermekkorát beszélik el, néhol pedig Mária születését és gyermekkorát.
A leghíresebb írások ezek közül Tamás gyermekségevangéliuma, Máté gyermekségevangéliuma, Jakab protoevangéliuma és a Megváltó gyermekségének arab evangéliuma.

## Tamás gyermekségevangéliuma
Első ismert említése Szent Iréneusztól származik, aki 180 körül idézte. Keletkezését a kutatók a 2. század közepére-végére teszik; első ismert kéziratai 5–6. századiak. Szerzője ismeretlen; a legkorábbi szír kéziratok nem jelölik a szerzőt, csak későbbi, középkori kéziratok kötik [[Tamás apostol] nevéhez.

## Máté gyermekségevangéliuma
J. Gijsel és R. Beyers (1997) kutatása szerint a Máté gyermekségevangéliuma kezdetleges formája 600 és 625 között keletkezett, végleges állapotát 800-ban kapta. Más bibliakutatók az írást 600-800-ra datálják.